# إسحاق بن عبد الرحمن آل الشيخ
 الشيخ إسحاق بن عبد الرحمن بن حسن بن محمد بن عبد الوهاب.

## اسمه ونسبه
هو الشيخ المحدث أبو عبد الرحمن إسحاق بن عبد الرحمن بن حسن بن الإمام شيخ الإسلام محمد بن عبد الوهاب مؤسس الدعوة السلفية في الجزيرة العربية وينتهي نسب الشيخ إسحاق إلى آل مشرّف من الوهبة أحد فروع قبيلة بني تميم العدنانية المشهورة.

## مولده ونشأته
ولد الشيخ إسحاق في الرياض عام 1276هـ، ونشأ بها نشأة صالحة في بيت علم وصلاح وتقوى، فأبوه هو الشيخ عبد الرحمن بن حسن عبد الرحمن بن حسن آل الشيخ بن محمد بن عبد الوهاب عالم نجد في زمانه وحفيد إمام الدعوة الشيخ محمد بن عبد الوهاب. وقد حظي المترجَم بعناية تامة من والده، فلما ترعرع وبلغ سن التمييز أدخله والده الكتّاب، فقرأ القرآن حتى ختمه ثم حفظه عن ظهر قلب، ثم شرع في حفظ بعض المختصرات في الحديث والفقه والتوحيد، ولازم والده وأقبل على التعلم حتى برع، وقد تزوج في سن مبكرة من ابنة عمه منيرة بنت حسن بن علي بن حسين بن محمد بن عبد الوهاب، وأنجب منها ولدين وبنت.

## رحلات الشيخ
يعد الشيخ إسحاق من أوسع علماء زمانه رحلة، حيث التمس العلم في مصر والهند والحرمين على جملة من كبار علماء ذلك الوقت، فقد شرع الشيخ في طلب العلم في سن مبكرة، حيث أخذ يقرأ على أخيه الشيخ عبد اللطيف، والشيخ حمد بن عتيق، وابن أخيه الشيخ عبد الله بن عبد اللطيف، والشيخ الفقيه محمد بن محمود، والشيخ الخطيب الواعظ عبد الله بن حسين المخضوب، والشيخ عبد العزيز بن صالح بن مرشد، فأدرك إدراكاً تامًّا في العلوم الشرعية. فلما هاجت الفتن واستولى آل رشيد على الرياض، وارتحل آل سعود إلى الكويت، لم تطب له الإقامة في نجد، فرحل بعد وفاة والده إلى الهند عام 1309هـ لطلب العلم، حيث مكث الشيخ في الهند أربع سنوات من عام 1309 حتى نهاية عام 1312هـ، ثم رحل إلى مصر ودرس على كبار علماء الأزهر لمدة تزيد على السنتين، وجانب من عام 1315هـ، فصار من كبار علماء وقته في الأصول والفروع وعلوم العربية وسائر العلوم حتى نبغ في عصره وبرع في أغلب فنون العلم، فصار إماماً قدوة فاضلاً ورعاً حسن السمعة دائم البشر متواضعاً، وقد اجتمع أثناء إقامته بمصر بابن أخيه أحمد بن عبد اللطيف، ورغّبه في الخروج معه إلى نجد، ولكنه امتنع. ويذكر أن الشيخ أرسل من الهند إلى الرياض قصيدة مؤثرة صارت تنشد في المجامع والبيوت في الرياض، يتذكر فيها عهوده الخالية وبلاده المحكومة، ويترحم على أسلافه الماضيين جاء فيها:

- سلامي على حجر اليمامة من نجد...وسـكــانه سكان قلــبي ذوي ود
- سلامي على أشياخهم وكهولهـم...وفتيانهم حتى الطفيل على المهد
- بوافـر تسليـم وأزكـى تحيــة...وأسنا ثناء أرجـــه فاح كالنــد
- تحية من شطت عن الألف داره... فأصبح يشكو بينه دائم الوجد
- يحن إلى وادي الرياض وطلحه... ويصبو إلى تلك الأتيلات والجرد
- وحيد فريد في خراسان أطبقت...عليه هموم الاغتراب مع الفقد
- تذكـر في تلك المنازل فتيـة...عليهم بهاء العلم والحلم والمجد
- عصابة حق كادحون إلى الهدى...أكارم من أبناء عالمنا المهدي
- أناخ بهم خطب رجوت بأنه...على متنه الألطاف للفرج أشتد
- يبيت أريقاً يحرس النجم حاربت...لذيذ الكرى عيناه تهمي على الخد
- وأسال جبار السموات جبره...وأن لا يزيغ القلب على سنة المهدي
- فيا عاذلاً لا تـعرفا شــطة النوى...ولا بون ما بين الـيمامــة والهند
- فـكم بينـها من فدفـد لايــجوزه...ســوى عندل وجناء موارة اليد
- وبحر خضم خلت أصوات موجه...إذا ما أطاحت بالمراكب كـالرعد
- خليلي كـفا اللـوم عــني فـإنني...تتيمت والأحـزان قــد فتت كـبدي
- وقد جاءني من قـاسـم دام مجده...ولا زال وطّــاء على هــامـة الضــد
- رســـالة قد تسـليت عندهــا...وقد يـتسلى بـالرسائل ذو اللـهد

## طلبه للعلم وتحصيله على الشيوخ وإجازاته
وأخذ الشيخ أثناء إقامته في الهند عن المحدث الكبير الشيخ نذير حسين، وأجازه وأخذ عنه الحديث المسلسل بالأولية عن مشايخه، ثم ارتحل إلى مدينة (بهوبال) بالهند، فقرأ فيها على الشيخ حسين بن محسن الأنصاري، سلامة الله الجيراج فوري، وأجازاه في مروياتهما، كما أخذ عن الشيخ محمد بشير السهسواني، فصار من كبار علماء وقته في الأصول والفروع وعلوم العربية، ونحن نورد هنا رحلته في طلب العلم إلى الهند ومن لاقاه من رجال الحديث، والكتب التي قرأها، «وفي قدومي بلد (بنبى) حضر مجالس تحتوي على الأدب والغزل وشيء من فنون اللغة، وأنا إذ ذاك متوجه إلى لقاء علماء الحديث الأفاضل، ومشتاق إلى مجالسة الفحول الأماثل».

ثم أورد له أبياتاً بهذا المعنى على روي الباء عددها ثلاثة عشر بيتًا. ثم قال «ثم من الله بملاقاتهم، فأولهم السيد نذير حسين، المقيم ببلدة دهلي، قرأت عليه شرح نخبة الفكر بالتأمل والتأني، ثم شرعت في قراءة الصحيحين وقرأت أطرافاً من الكتب الستة والمشكاة وغيرها، وحصل لي من السماع والإجازة والقراءة».
قال الشيخ سليمان المذكور «كانت إجازته له في شهر رجب سنة تسع وثلاثمائة وألف، قال فيها: قرأ علي من الصحاح الستة، وموطأ الإمام مالك، وبلوغ المرام، ومشكاة المصابيح، وتفسير الجلالين، وشرح نخبة الفكر، فعليه أن يشتغل بإقراء هذه الكتب وتدريسها لأنه أهلها وأحق بالشروط المعتبرة وكانت مدة إقامته عند السيد نذير حسين تسعة أشهر، وفي أثنائها ورد على الشيخ سؤال عن الوليمة من جانب الأب هل تسن أو تباح أو تكره؟ قال المترجم» فسألني عن ذلك، فأجبت بأن الأولى أن تكون من جانب الزوج، للحديث المعروف". واتفق أن الشيخ حسين بن محسن الأنصاري قدم تلك الأيام إلى دهلي، فسأله هل لإباحتها من جهة الأب مستند؟ قال فأجابني بجواب شاف من جملته حديث رواه الحافظ الآجري في إنكاح النبي ﷺ فاطمة بعلي أن النبي ﷺ أمر بلالًا بقصعة من أربعة أمداد أو خمسة، وبذبح جزور لوليمتها، فأتيته بذلك فطعن في رأسها ثم أدخل الناس رفقة يأكلون منها حتى فرغوا وبقيت فيها فضلة فبرك فيها وأمر بحملها إلى أزواجه، وقال: كلن وأطعمن من شئتن". انتهى. قال «ثم ارتحلت في رمضان سنة تسع وثلاثمائة وألف إلى بهوبال، فقرأت فيها على الشيخ حسين بن محسن الأنصاري وحصل لي منه الإقبال والقبول، وقرأت عليه في الفروع والأصول وحصل لي من القراءة والإجازة».
قال الشيخ سليمان المذكور "أجازه أولاً إجازة مختصرة لما أراد الرجوع إلى وطنه، لأنه كان على ظهر يسير، ثم التمس منه بمعرفة بعض الأصحاب الإجازة العامة الشاملة فأجابه إلى ذلك فذكر في إجازته العامة الأخيرة أنه وفد إليَّ في بلدة بهوبال وأخذ من علم الحديث بحظ وافر، وقال "قد أجزت الولد العلامة إسحاق بن عبد الرحمن بن حسن ابن الإمام محمد بن عبد الوهاب – متع الله بحياته – إجازة شاملة كاملة في كل ما تجوز لي روايته وتنفع درايته من علم التفسير والتأويل والسنة، سيما الأمهات الست وزوائدها ومستخرجاتها وسائر المسانيد والمعاجم، وما في معنى ذلك مما اشتملت عليه أثبات المشايخ الأجلاء كثبت الشيخ إبراهيم بن حسن الكردي المسمى بالأمم، وثبت الشيخ صالح الفلاني المغربي، وكثبت العلامة المحدث الأثري عبد الرحمن بن محمد بن عبد الرحمن الكزبري الدمشقي، وثبت الحافظ عبد الله بن سالم البصري ثم المكي المسمى بالإمداد، وثبت الشوكاني وثبت محمد عابد المسمى حصر الشارد. أجزته بما ذكر بشرطه المعتبر، وهو على أحد التفاسير إن روى المستجيز من حفظه، فلا بُدَّ من إتقان ما رواه بضبط رواياته وإعرابه وإن روى من كتاب، فلا بد أن يكون مقابلًا مصونًا عن التغيير والتبديل لا فرق في ذلك بين الأمهات الست وغيرها" وقال في آخرها "وافق الفراغ من تحريرها ضحى يوم الجمعة لسبع عشرة خلون من شهر شعبان أحد شهور سنة ألف وثلاثمائة وخمس عشرة قاله بلسانه وحرره ببنانه حسين بن محسن الأنصاري الخزرجي السعدي اليماني، نزيل بهوبال في الحال، وعليها ختم المجيز الذاتي". قال المترجم "حضرت عند المولوي سلامة الله المدرس في بهوبال، وسمعت منه شيءًا في بعض كتب المعقولات وسنن ابن ماجه وغيرها، وحصل لي منه الإجازة". قال "وأما الحديث المسلسل، فإني أرويه من طريق حسين، وهو قد أخذ قراءةً وسماعًا وإجازة عن محمد بن ناصر الحسيني الحازمي، والقاضي أحمد بن أحمد  بن محمد بن علي الشوكاني، وحسن بن عبد الباري الأهدل وغيرهم، وأخذته أيضًا من طريق علماء الهند عن المولوي وحيد الزمان، القاضي في حيدر آباد الدكن، التقيت به في دهلي وقرأت عليه أوائل الصحيحين". وشوهد بخط صاحب الترجمة على حاشية بلوغ المرام ما نصه "قدمت بلد (ثملي شهر) وافدًا على الشيخ العالم العامل، المحدث محمد الهاشمي الجعفري القاضي الزينبي خامس جمادى الثانية سنة عشر بعد الثلاثمائة وألف، فأول حديث سمعته منه الحديث المسلسل بالأولية قرأه عليَّ على عادة المحدثين الأطهار، وقرأت عليه هذا السند يعني المذكور في مقدمة نسخة بلوغ المرام المطبوعة في الهند المتصل إلى الحافظ ابن حجر". وشوهد على هامش الكتاب المذكور ما نصه "وقد وهبته يعني كتاب بلوغ المرام العالم الفاضل سلالة الكرام وبقية العظام الشيخ إسحاق بن عبد الرحمن بن حسن بن محمد بن عبد الوهاب النجدي على سبيل المناولة، وقد قرأ علي من أوله، فأجزته أن يرويه عني مع جميع مروياتي إذا صح وثبت عنده، فإنه أهل لذلك، ولم أشترط عليه شرطًا إلا الدعاء بحسن الخاتمة، وكان ذلك حين اجتماعي به في وطن (ثملي شهر) في جمادى الآخرة سنة عشر وثلاثمائة وألف بعد الهجرة، وصلى الله على محمد وآله وسلم".

## أثر الشيخ ومساهماته
ففي بداية النصف الأخير من عام 1315هـ غادر الشيخ الديار المصرية وعاد إلى الرياض واستأنف التدريس والإفتاء فيها لمدة تزيد على أربع سنوات.حيث اشتغل بالتدريس والإفادة وقصد من أطراف نجد للأخذ عنه، فنفع الله به. وقد كانت عودة الشيخ في حكم آل رشيد، فجلس للتدريس وتصدى للإفتاء، ونفع الله بعلمه. فكان من تلاميذه:
- الشيخ إبراهيم بن عبد اللطيف آل الشيخ
- الشيخ عبد الله العنقري
- الشيخ عبد الله بن فيصل
- الشيخ فالح بن صغير
- الشيخ سالم الحناكي
- الشيخ عبد الله السياري
- الشيخ عبد العزيز بن عتيق
- الشيخ عبد الرحمن بن داود
- الشيخ فوزان السابق
- الشيخ صالح بن عثمان القاضي قرأ عليه في مكة المكرمة.

وقد تُرجم للشيخ في كل الكتب المصنفة في تراجم علماء نجد، كما أن رسائله مبثوثة مشهورة في تراث علماء نجد كالدرر السنية ونحوها حيث اهتم الشيخ بترسيخ العقيدة الصحيحة على منهج السلف الصالح علماً وعملاً، فكانت شاملةً لأغلب أبواب التوحيد كما أكدها بياناً في أرجوزة التوحيد، وجل رسائله في تقرير عقيدة السلف. وللشيخ العديد من الكتب والرسائل منها:
- الأجوبة السمعيات لحل الأسئلة الروافيات.
- إيضاح المحجة والسبيل وإقامة الحجة والدليل.
- مسألة العذر بالجهل في الشرك الأكبر.
- رسالة إلى الرؤساء والإخوان في ساحل عمان وأهل فارس من المنتسبين إلى السنة والإيمان.
- نبذة نفيسة في حقيقة دعوة الشيخ محمد بن عبد الوهاب.
- رسالة في حقيقة الدعاء.
- جواب لسؤال عن كيفية حياة الرسول ﷺ في قبره وهل هي كحياة الشهداء.
- جواب في الدرر السنية عن إشكال وقع لبعضهم في حديث رؤية النبي ﷺ لموسى وهو يصلي في قبره.
- رسالة عن عقيدة أهل السنة في أسماء الله وصفاته.
- جواب لسؤال عن حكم القراءة على القبر.
- جواب عن حكم صلة العاصي، والحب والبغض في الله.
- رسالة وقاعدة كلية في الهجرة وأحكامها.
- أرجوزة التوحيد، وقد نظمها الشيخ أثناء ترحاله وطبعت في الهند عام 1310هـ، وهي من أهم مؤلفات الشيخ، وفيها نظم شامل ومفيد لمسائل التوحيد جاءت في (325) بيتاً وقد نظمها الشيخ أثناء ترحاله وطبعت في الهند عام 1310هـ، وهي من أهم مؤلفات الشيخ، وفيها نظم شامل ومفيد لمسائل التوحيد جاءت في (325) بيتاً، حيث قال الشيخ – في مطلعها:

الحمْـد للهِ اللَّطِيفِ الْهَادِي---إِلَـى سلُـوكِ مَنْهَـجِ الرَّشَـادِ
مَـنْ خَصَّـهُ بِفَضْلِـهِ فَقَامَا---بِحَقِّهِ وَشَكَـرَ الإنْعَامَا

وفيها كذلك:
وَهَـذِهِ أُرْجُوزَةٌ نَظَمْتُهَـا---فِي مُـدَّةٍ مِنْ غُرْبَتِـي أَقَمْتُهَا
فِي بَلْدَةٍ مَعْدُومَـةِ الآنِيسِ---جَعَلْتُ فِيهَـا كُتُبِـي جَلِيسِي

ومنها في بيان الأصل في دعوة الرسل:
إِذَا أَرَدْت أَصْلَ كُلِّ أَصْل---وَالْحِكْمَةَ الْكُبْـرَى لِبَعْثِ الرُّسْلِ
فِإِنَّـهُ عِبَادَةُ الإلَـهِ---وَتَرْكُ مَا يدعَا مِـنَ الأشْبَـاهِ
من دون مولانا المليك الباقي---مولى الجميل الخالق الرزاق
قد شهد الله العظيم الماجـد---بأنـه الإلـه نعم الشاهد
وخلقه أملاكهم والعلماء---أشهدهم فشهدوا إذ الهما
فخاب عبد جعـل المخلـوقا---نداً له وأبطل الحقوقا
الله ربانا وأسدى النعمة---لنخلص التوحيد هذي الحكمة
فمــــا لبـــثنا أن دعا---المضطر من ليس ذا نفع ولا يضــر
دسيسـة لهم من اللعيـن---يوحي بها في الناس كل حـين

ومنها في بيان بطلان دعاء الأموات:
وَدَعْـوَةُ الأمْـوَاتِ تُبْطِلُ الْعَمَـل---وَتَسْلَخُ الإيمَانَ خَابَ مَـنْ فَعَلْ
شَبَّهْت مَنْ يَدْعُو دَفِينًا فِـي الثَّرَى---بِطَالِبِ الْعُـْريَانِ سِتْرًا مِـنْ عَرَا
وَصَـرْفُ حَقِّ اللهِ لِلْمَخْـلُوقِ---ظُلْمٌ عَظِيمٌ جَاءَ فِي الْمَنْطُوقِ
لَـوْ قَـدَرَ الإلَهُ حَقَّ الْقَدْرِ---مَـا قَالَ يَا مَعْروفُ أَوْ يَا لبَدْرِي
وَإِنْ نَصَحْت قَايِلاً لا تُشْرِكْ---بِخَـالِقِكَ وَبَاعِثِكَ لِحَشْرِكْ
لَقَـالَ أَنْتَ الْمُلْحِـدُ الْوَهَّابِيُّ---أَنْتَ الْجَهُـولُ مُنْكِـرُ الأسْبَابِ
جَحَدْت قَـدْرَ سَيِّـدِي الْجِيلانِ---وَالْعَيْدَرُوسِ الْمُسْتَغَـاثِ الثَّانِـي
وَالْبَدَوِيُّ وَسَيِّـدِي الرِّفَـاعِي---مَحَطُّ رَحْـلِ الْمُسْتَجِيرِ الدَّاعِي
وَهُمْ أُنَاسٌ كُوشِـفُوا فَأَشْـرَفُـوا---عَلَى الْغُيوبِ فَـلَهُمْ تَصَرُّفُ

### ذرية الشيخ
خلّف المترجم ابنين - عبد الرحمن ومحمد - وبنتا. فأما محمد؛ فتوفي بعد أبيه بسنوات، وأما عبد الرحمن فهو أكبر الأبناء وُلد سنة 1298 أو قبلها، وطلب العلم وأدرك، وكان رئيس هيئات الأمر بالمعروف والنهي عن المنكر، وتوفي سنة 1407، وخلّف ذرية فيهم من أهل العلم والوجاهة والمكانة، وعلى رأسهم الشيخ محمد بن عبد الرحمن بن إسحاق آل الشيخ، المولود سنة 1330، والذي كان مُسْنِدُ نجد قبل وفاته سنة 1438هـ، وآخر من علمناه يروي عن الشيخ سعد بن عتيق؛ قرين الشيخ إسحاق في جل شيوخ الرواية.

## وفاته
ذكر في ترجمة عبد الله بن عبد العزيز العنقري عفا الله عنه «توفي الشيخ إسحاق في اليوم التاسع والعشرين من شهر رجب سنة تسع عشرة وثلاثمائة وألف، وازدحم الناس على نعشه وكان الجمع كبيرًا، وتأسف الناس لفقده». وقد بكاه أهل العلم وأسفوا عليه، ورثاه كثير من عارفي فضله، فقيلت فيه قصائد مدح وثناء ورثاء، فمن الثناء قصيدة الشيخ سليمان بن سحمان قال فيها:
فتى ألمعي لوذعي مهذب—سلالة أنجاب كرام ذوي مجد 

وقد رثاه الشيخ فوزان بن عبد الله السابق بقصيدة، منها:
على الحبر بحر العلم بدر المدارس—وشمس الهدى فلبيك أهل التدارس
فلا نعمت عين تشح بمائـــها—وقلب من الأشــجان ليس ببائس 

## وصلات خارجية
1. ↑  جريدة الجزيرة، العدد 5715، 12 يناير 1989، لسعد الرويشد[وصلة مكسورة]
2. 1 2 3 4 5 6 7  بن حمدان، سليمان، "تراجم متأخري الحنابلة" 59 ,[وصلة مكسورة]